# Klaus Kubitzki
Klaus Kubitzki (Niesky, Oberlausitz, 1933) es un botánico alemán. Desarrolló actividades académicas hasta acceder al Profesorado emérito en la Universidad de Hamburgo, en su Herbario Hamburgense; priorizando la sistemática y geografía de las plantas angiospermas, principalmente del neotrópico, el historial florístico en el Terciario. Es el desarrollador del sistema taxonómico Kubitzki.

## Algunas publicaciones

### Libros
- klaus Kubitzki. 2011. Flowering Plants. Eudicots: Sapindales, Cucurbitales, Myrtaceae. Volumen 10 de The Families and Genera of Vascular Plants. Edición ilustrada de Springer, 436 pp. ISBN	3642143962 en línea
- ---------------------, clemens Bayer, p.f. Stevens. 2007. Flowering plants: Eudicots; Berberidopsidales, Buxales, Crossosomatales, Fabales p.p., Geraniales, Gunnerales, Myrtales p.p., Proteales, Saxifragales, Vitales, Zygophyllales, Clusiaceae Alliance, Passifloraceae Alliance, Dilleniaceae, Huaceae, Picramniaceae, Sabiaceae. Volumen 9 de The families and genera of vascular plants. Edición	ilustrada de Springer, 509 pp. ISBN 3540322140 en línea
- ---------------------, joachim W. Kadereit. 2004. The families and genera of vascular plants: Flowering plants, Dicotyledons. Lamiales (except Acanthaceae including Avicenniaceae). Volumen 7 de The Families and Genera of Vascular Plants. Editor Springer, 478 pp. ISBN 3540405933 en línea
- ---------------------, jens g. Rohwer, volker Bittrich. 1993. Flowering plants, dicotyledons: magnoliid, hamamelid, and caryophyllid families. Volumen 2 de The Families and genera of vascular plants. Edición ilustrada de Springer, 653 pp. ISBN 3540555099 en línea
- karl Ulrich Kramer, klaus Kubitzki, p.s. Green. 1990a. Pteridophytes and gymnosperms. Volumen 1 de The Families and genera of vascular plants. Edición ilustrada de Springer, 404 pp. ISBN	3540517944
- ------------------------------, ----------------------, ----------------. 1990b. Families and genera of vascular plants i: pteridophytes and gymnosperms. Volumen 1. Editor Springer Verlag, 404 pp.
- carlos toledo Rizzini, klaus Kubitzki, ghillean t. Prance. 1982a. Lorenthaceae. Volumen 2 y 4 de Flora de Venezuela. Editor Inst. Botánico
- klaus Kubitzki, susanne Renner. 1982b. Lauraceae I (Aniba & Aiouea). N.º 31 de Flora neotropica monograph. Volumen 1 de Lauraceae. Edición ilustrada de New York Botanical Garden, 125 pp. ISBN 0893272442
- bronwen Gates, klaus Kubitzki, leslie r. Landrum, terence d. Pennington, hans-helmut Poppendieck, susanne s. Renner, rolf Singer. 1981. 27. Cochlospermaceae. Organization for Flora Neotropica. Editor New York Botanical Garden, ISBN 0893272450
- klaus Kubitzki. 1977. Flowering Plants - Evolution and Classification of Higher Categories: Symposium, Hamburg, September 8-12, 1976. Volumen 1 de Plant Systematics & Evolution - Supplementa Series. Edición ilustrada de Springer, 416 pp. ISBN 3211814345

A enero de 2012, se poseen 130 registros de sus identificaciones y clasificaciones de nuevas especies, las que publicaba habitualmente en: Fam. Gen. Vasc. Pl.; Fl. Neotrop. Monogr.; Acta Amazonica; Bradea; Mem. New York Bot. Gard.; Bot. Jahrb. Syst.; Mitt. Bot. Staatssamml. München; Novon; Rodriguésia.

## Eponimia
Géneros
- (Lauraceae) Kubitzkia van der Werff[3]

Especies